# Oenoptila camptogrammata
Oenoptila camptogrammata là một loài bướm đêm trong họ Geometridae.